# Wood River, Nebraska
Wood River är en stad (city) i den amerikanska delstaten Nebraska, belägen i Hall County, mellan de större städerna Grand Island och Kearney. Staden hade 1 325 invånare vid 2010 års folkräkning.

## Historia
Wood River grundades vid en station 1868 strax efter Union Pacifics anläggande av den transamerikanska järnvägen längs norra sidan av Platte River. När järnvägens sträckning senare drogs om flyttades hela staden till sin nuvarande plats 1874.

## Kommunikationer
Staden ligger vid den federala landsvägen U.S. Route 30 och Union Pacifics öst-västliga järnvägsstambana, några kilometer norr om motorvägen Interstate 80.